# Università Concordia

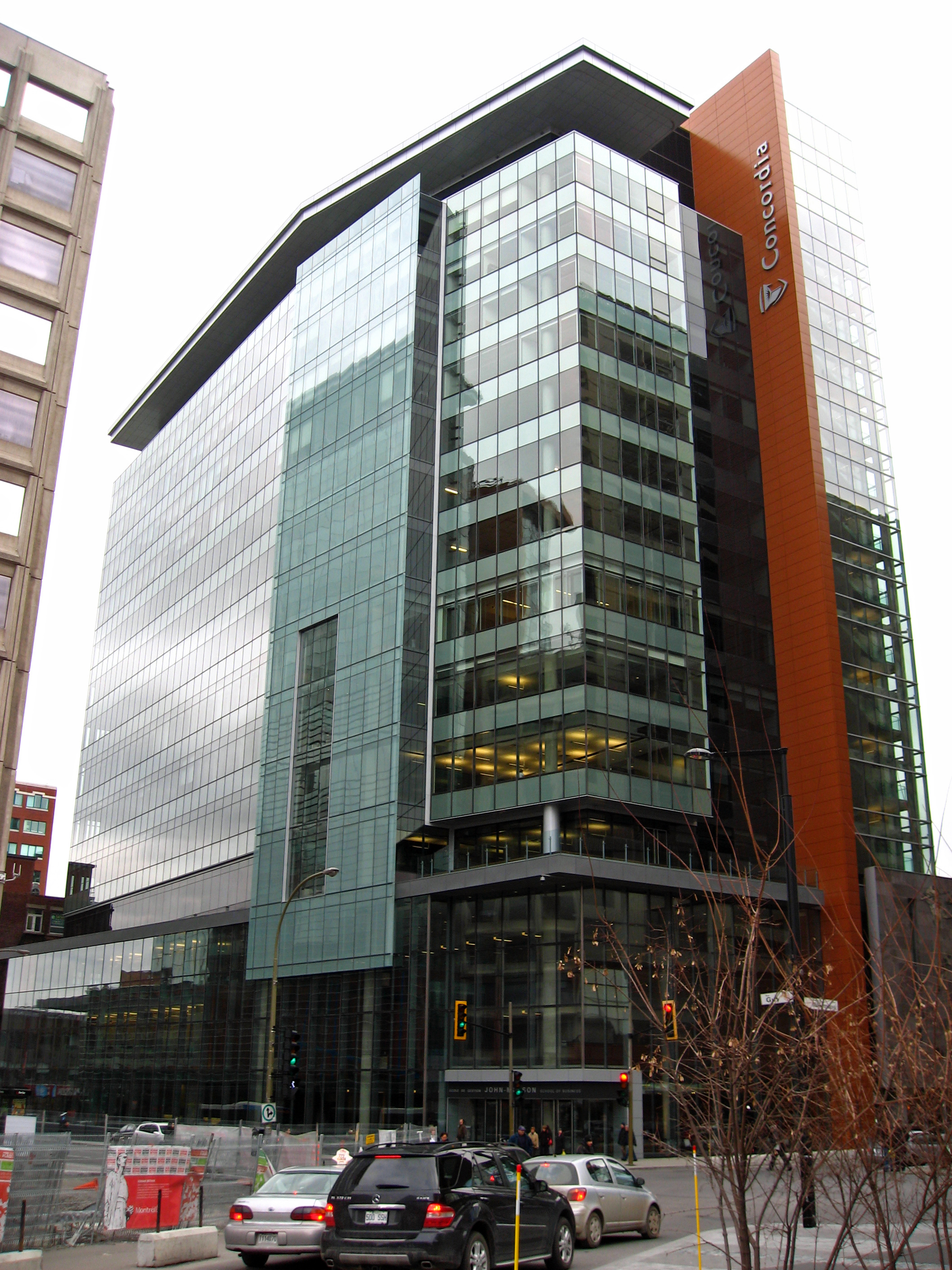
John Molson School of Business, 19 piani

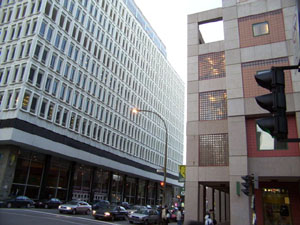
Hall building

L'Università Concordia (fr. Université Concordia; ingl. Concordia University) è un'università pubblica di Montréal (Canada). È una delle quattro università aventi sede nella metropoli canadese, e una delle due, insieme all'Università McGill, a tenere i suoi corsi principalmente in lingua inglese.
La Concordia University possiede l'accreditazione AACSB.

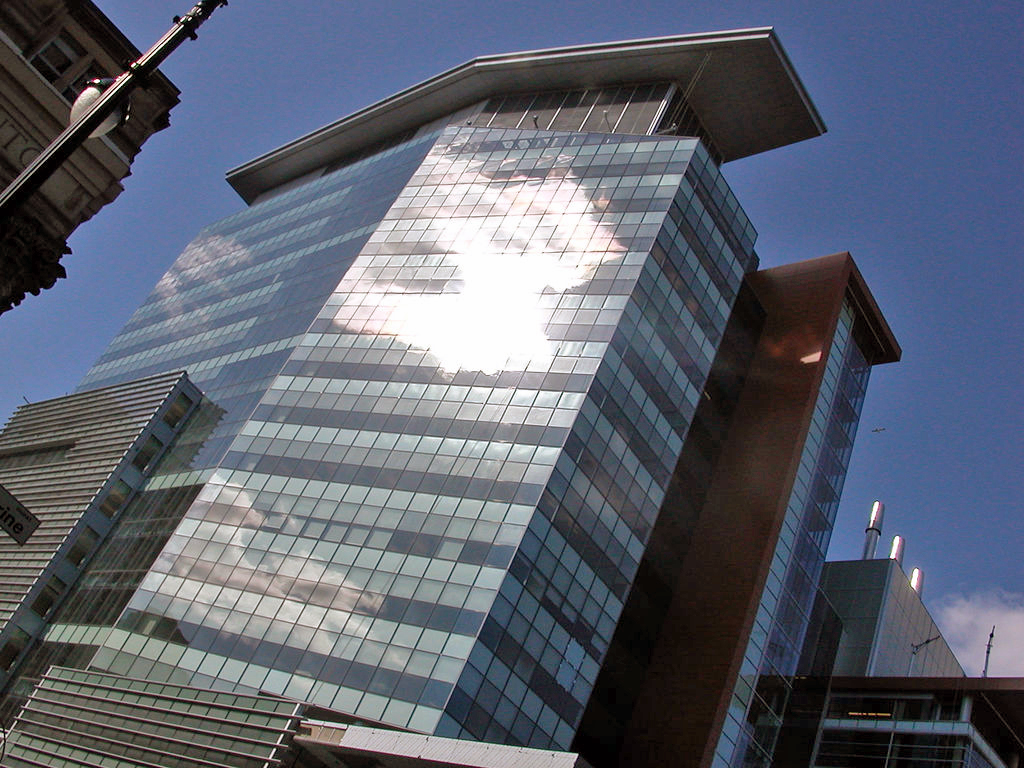
Palazzo facoltà di ingegneria (16 piani)

## Storia
L'Università Concordia affonda le sue radici nel 1969, come fusione di due atenei, la Sir George William University (fondata nel 1851, con sede nel centro cittadino) e il Loyola College (fondato nel 1896, situato nel quartiere di Notre-Dame-de-Grâce). Dai due atenei da cui essa è nata, l'Università Concordia ha ereditato i suoi attuali due campus, collegati mediante servizio di autobus gratuito.

## Struttura
Strutturalmente, tutti i padiglioni del campus centrale (SGW) sono collegati e raggiungibili sotterraneamente direttamente dalla fermata della metropolitana "Guy-Concordia" attraverso una lunga rete di tunnel riscaldati, senza necessità di mettere piede fuori in inverno quando le temperature diventano insostenibili. L'università, infatti, fa parte del distretto Rèso, la città sotterranea di Montréal, il distretto underground più esteso del mondo.
Il Loyola è invece assimilabile strutturalmente ad un college americano. È considerato il campus estivo e qui si trovano i campi sportivi, lo stadio da 5.000 posti, una modernissima libreria e la sede degli "Stingers".
A livello sportivo l'Ateneo è rappresentato dai Concordia Stingers, celebri per essere stati l'unica squadra fuori dai confini USA ad accedere nel NCAA e ad aver vinto una competizione (Hockey su ghiaccio); tuttavia gli stingers sono definiti "fool hornets", poiché troppo discontinui, capaci di mirabolanti imprese e memorabili vittorie come di stagioni a dir poco disastrose.
Nell'ambito dell'ateneo, è degna di nota una lunga storia di attivismo politico studentesco: è proprio all'Università Concordia che ebbe luogo la maggiore protesta studentesca del Canada nel 1969. Nel 1989, tramite un referendum, gli studenti votarono a favore di un'autotassazione i cui proventi sarebbero stati destinati alla ricerca scientifica pubblica. Ancor oggi, all'interno dell'Università Concordia vi è un attivismo studentesco degno di nota, in particolare a supporto della causa palestinese, che ha anche portato all'annullamento nel 2002 di una visita nell'ateneo dell'ex primo ministro israeliano Benjamin Netanyahu a causa delle proteste del corpo studentesco.
Come ogni Università Nordamericana che si rispetti anche gli studenti di Concordia sono organizzati in Confraternite più o meno segrete. In tutto sono sei (tre interuniversitarie, dette sororities, e tre confraternite classiche interne solo all'ateneo).
L'ateneo, grazie soprattutto alla John Molson School of Business, forma specialisti qualificati destinati all'industria mineraria canadese, la più importante del mondo insieme a quella cinese e riceve finanziamenti dal settore minerario ed energetico. Anche la famiglia Molson è tra i maggiori finanziatori di Concordia.

## Massacro di Concordia
Il 24 agosto 1992 il professor Valery Fabrikant, rinomato e stimato cattedrario di Ingegneria Meccanica a Concordia, convocò una sessione suppletiva di laboratorio insieme a 5 colleghi ed ai tecnici che lo raggiunsero al nono piano della Hall building.
Fabrikant dopo un breve discorso sconnesso estrasse dal tavolo del laboratorio tre pistole di precisione e freddò 4 dei suoi colleghi. Il quinto professore e i tecnici di laboratorio vennero feriti molto gravemente ma sopravvissero.
Dopo il massacro continuò a passeggiare nell'edificio. La polizia lo trovò infatti comodamente seduto nel suo ufficio ad analizzare i voti di alcuni alunni con il camice da laboratorio macchiato di sangue.
In seguito venne scoperto che Fabrikant soffriva di forti turbe psichiche, infatti nascondeva in casa numerosi animali morti congelati, ed aveva negli anni settanta ricevuto denunce per molestie sessuali e rissa armata.
Inoltre nel 1989 aveva tenuto una conferenza sulla "pistola come mezzo risolutorio delle controversie umane".
Il pluriomicida venne condannato all'ergastolo pochi mesi dopo.
Al nono piano della Hall building c'è una lapide commemorativa del massacro.